# Liste der Wirtschaftssenatoren von Bremen
Dies ist eine Liste der Wirtschaftssenatoren der Freien Hansestadt Bremen.

## Senatoren vor 1945, die auch für Wirtschaft zuständig waren
- Hermann Apelt war von 1919 bis 1933 für verschiedene Wirtschaftsbereiche, u. a. Häfen sowie für Finanzen zuständig.
- Sigmund Meyer auch Sigismund Hans Meyer, Deutsche Demokratische Partei (DDP), von 1920 bis 1928
- Otto Bernhard (NSDAP), von 1933 bis 1945

## Wirtschaftssenatoren seit 1945
| Name                                                                       | Amtsantritt                                                         | Senat                                     | Partei                                    |
| Senator für Wirtschaft, Häfen und Verkehr                                  | Senator für Wirtschaft, Häfen und Verkehr                           | Senator für Wirtschaft, Häfen und Verkehr | Senator für Wirtschaft, Häfen und Verkehr |
| -------------------------------------------------------------------------- | ------------------------------------------------------------------- | ----------------------------------------- | ----------------------------------------- |
| Hermann Apelt                                                              | 6. Juni 1945 1. August 1945                                         | Vagts Kaisen I                            | BDV                                       |
| Senator für Häfen, Schifffahrt, Wirtschaft und Arbeit                      |                                                                     |                                           |                                           |
| Hermann Apelt                                                              | 28. November 1946                                                   | Kaisen II                                 | BDV                                       |
| Hermann Wolters                                                            | 17. Dezember 1946                                                   | Kaisen II                                 | SPD                                       |
| Senator für Wirtschaft und Arbeit                                          |                                                                     |                                           |                                           |
| Hermann Wolters                                                            | 22. Januar 1948                                                     | Kaisen III                                | SPD                                       |
| Senator für Wirtschaft                                                     |                                                                     |                                           |                                           |
| Hermann Wolters                                                            | 29. November 1951 28. Dezember 1955                                 | Kaisen IV Kaisen V                        | SPD                                       |
| Karl Eggers                                                                | 24. Februar 1958                                                    | Kaisen V                                  | SPD                                       |
| Senator für Wirtschaft und Außenhandel                                     |                                                                     |                                           |                                           |
| Karl Eggers                                                                | 21. Dezember 1959 26. November 1963 20. Juli 1965 28. November 1967 | Kaisen VI Kaisen VII Dehnkamp Koschnick I | SPD                                       |
| Hans Koschnick (kommissarisch)                                             | 30. September 1970                                                  | Koschnick I                               | SPD                                       |
| Oskar Schulz                                                               | 21. Oktober 1970                                                    | Koschnick I                               | SPD                                       |
| Senator für Wirtschaft, Arbeit und Außenhandel                             |                                                                     |                                           |                                           |
| Karl-Heinz Jantzen                                                         | 15. Dezember 1971                                                   | Koschnick II                              | SPD                                       |
| Senator für Wirtschaft und Außenhandel                                     |                                                                     |                                           |                                           |
| Dieter Tiedemann                                                           | 3. November 1975                                                    | Koschnick III                             | SPD                                       |
| Senator für Wirtschaft, Arbeit und Außenhandel                             |                                                                     |                                           |                                           |
| Karl Willms                                                                | 7. November 1979                                                    | Koschnick IV                              | SPD                                       |
| Senator für Wirtschaft und Außenhandel                                     |                                                                     |                                           |                                           |
| Werner Lenz                                                                | 10. November 1983 18. September 1985                                | Koschnick V Wedemeier I                   | SPD                                       |
| Senator für Wirtschaft, Technologie und Außenhandel                        |                                                                     |                                           |                                           |
| Uwe Beckmeyer                                                              | 15. Oktober 1987                                                    | Wedemeier II                              | SPD                                       |
| Senator für Wirtschaft, Mittelstand und Technologie                        |                                                                     |                                           |                                           |
| Claus Jäger                                                                | 11. Dezember 1991                                                   | Wedemeier III                             | FDP                                       |
| Senator für Wirtschaft, Mittelstand, Technologie und Europaangelegenheiten |                                                                     |                                           |                                           |
| Hartmut Perschau                                                           | 4. Juli 1995                                                        | Scherf I                                  | CDU                                       |
| Josef Hattig                                                               | 8. Oktober 1997                                                     | Scherf I                                  | CDU                                       |
| Senator für Wirtschaft und Häfen                                           |                                                                     |                                           |                                           |
| Josef Hattig                                                               | 7. Juli 1999                                                        | Scherf II                                 | CDU                                       |
| Hartmut Perschau                                                           | 4. Juli 2003                                                        | Scherf III                                | CDU                                       |
| Jens Eckhoff (kommissarisch)                                               | 13. Juli 2004                                                       | Scherf III                                | CDU                                       |
| Peter Gloystein                                                            | 8. September 2004                                                   | Scherf III                                | CDU                                       |
| Jörg Kastendiek                                                            | 12. Mai 2005 8. November 2005                                       | Scherf III Böhrnsen I                     | CDU                                       |
| Ralf Nagel                                                                 | 29. Juni 2007                                                       | Böhrnsen II                               | SPD                                       |
| Martin Günthner                                                            | 24. Februar 2010                                                    | Böhrnsen II                               | SPD                                       |
| Senator für Wirtschaft, Arbeit und Häfen                                   |                                                                     |                                           |                                           |
| Martin Günthner                                                            | 30. Juni 2011 15. Juli 2015                                         | Böhrnsen III Sieling                      | SPD                                       |
| Senator für Wirtschaft, Arbeit und Europa                                  |                                                                     |                                           |                                           |
| Kristina Vogt                                                              | 20. August 2019                                                     | Bovenschulte I                            | Linke                                     |
| Senator für Wirtschaft, Häfen und Transformation                           |                                                                     |                                           |                                           |
| Kristina Vogt                                                              | 5. Juli 2023                                                        | Bovenschulte II                           | Linke                                     |